# Damares Alves

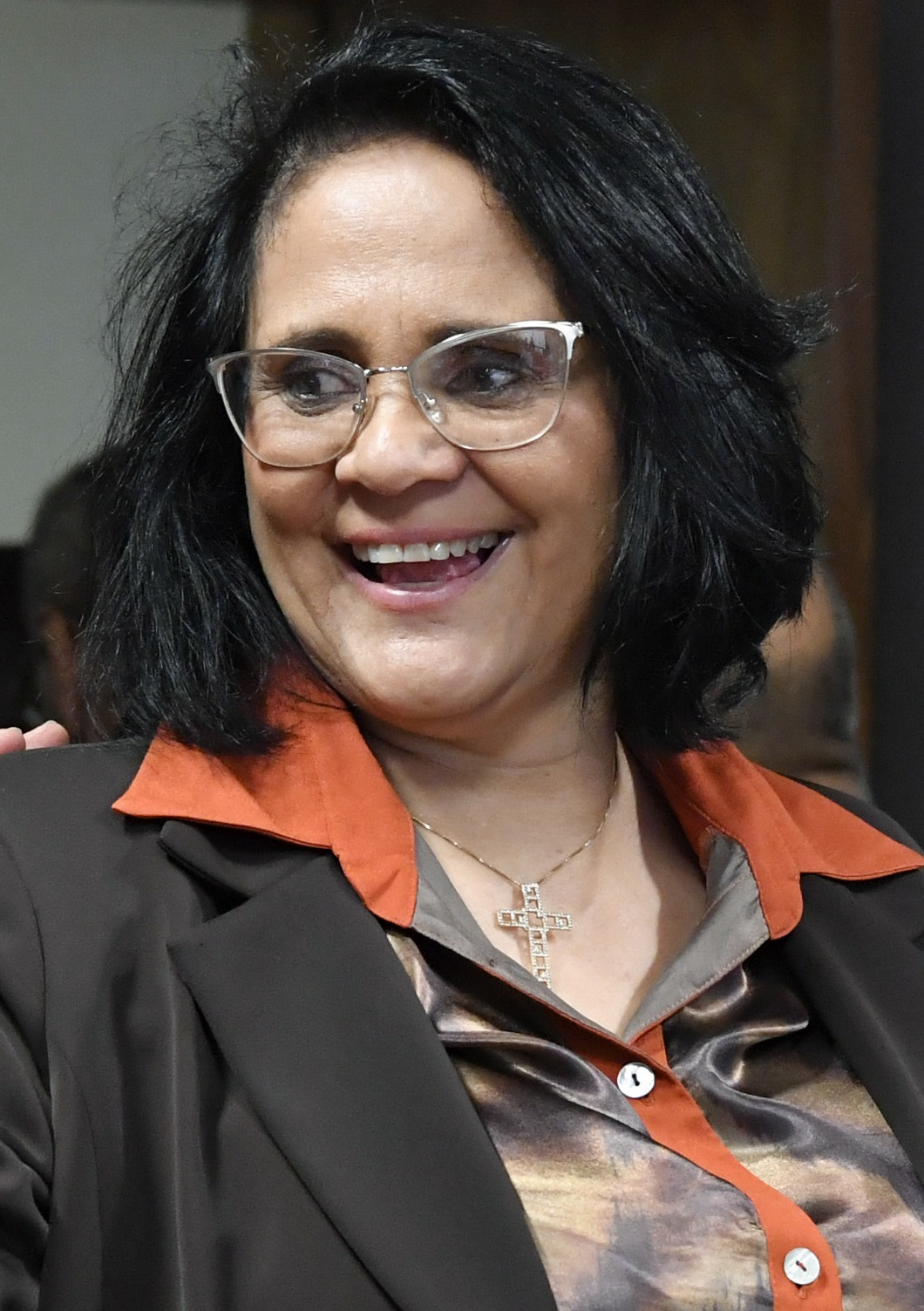
Damares Alves (2019)

Damares Regina Alves (* 11. März 1964 in Paranaguá, Paraná) ist eine brasilianische evangelikale Pastorin und Politikerin, von 2019 bis März 2022 Ministerin für Frauen, Familie und Menschenrechte im Kabinett Bolsonaro. Sie war 25 Jahre lang Mitglied der Partei Progressistas (PP) und ist heute Mitglied der Republicanos.

## Leben
Alves ist Pastorin der Igreja Quadrangular, der brasilianischen Version der The Foursquare Church, einer evangelikalen, pfingstlich geprägten christlichen Denomination. Sie ist Abtreibungsgegnerin, Antikommunistin, leugnet die Evolutionstheorie und ist Gegnerin des Feminismus.
2020 erhielt sie die Medalha do Pacificador (Friedensstiftermedaille).

## Politische Laufbahn
Sie trat 1995 in den neu gegründeten rechtskonservativen Partido Progressista ein, heute umbenannt in Progressistas.
2018 nominierte sie der Präsidentschaftskandidat Jair Bolsonaro als Ministerin in Frauen- und Menschenrechtsfragen, das zugehörige Ministerium, heute MMFDH, war erst 2017 wieder eingerichtet worden. Sie trat das Amt am 1. Januar 2019 an. Am 30. Mai gab sie das Amt als Ministerin auf, um bei der Wahl 2022 für einen Sitz im Senat zu kandidieren. Am 5. August wurde die Kandidatur von der Partei offiziell bekannt gegeben.

## Kontroversen
Alves ist Teil mehrerer Polemiken und Kontroversen.
So versuchte sie, den gerichtlich genehmigten Schwangerschaftsabbruch einer 10-Jährigen nach einer Vergewaltigung zu verhindern.
Unter Berufung auf den Brief des Paulus an die Epheser (Eph 4,11 ) erteilte sie sich selbst die akademischen Mastertitel in Pädagogik, Verfassungsrecht und Familienrecht. Ihr Status wird von der brasilianischen Anwaltskammer nicht anerkannt.